# اينزو برونو
اينزو برونو (بالإسبانية: Enzo Bruno)‏ (19 مارس 1987 في الأرجنتين - ) هو لاعب كرة قدم أرجنتيني في مركز الوسط. لعب مع إنديبندينتي وسان مارتين دي توكومان ‏ وCrucero del Norte ‏ وMixto Esporte Clube ‏ وCSM Unirea Alba Iulia ‏ وGuaraní Antonio Franco ‏ ونادي أتليتيكو ألدوسيفي.

## وصلات خارجية
- اينزو برونو على موقع إي إس بي إن إف سي (الإنجليزية)
- اينزو برونو على موقع قاعدة بيانات كرة القدم.إي يو (الإنجليزية)
- اينزو برونو على موقع Soccerway.com (الإنجليزية)
- اينزو برونو على موقع عالم كرة القدم.نت (الإنجليزية)